# Grewia baronii
Grewia baronii là một loài thực vật có hoa trong họ Cẩm quỳ. Loài này được R.Vig. mô tả khoa học đầu tiên năm 1917.